# Чероки
Черо́ки, или чиро́ки (чероки ᏣᎳᎩ [dʒalaˈɡî], англ. Cherokee) — индейский народ в Северной Америке (США), относящийся к ирокезам. Численность — 316 049 человек.
Говорят на языке чероки ирокезской семьи, использующем собственное письмо.

## Название
Сами себя чероки называют ᎠᏂᏴᏫᏯ Aniyvwiya «главные люди» или ᎠᏂᎩᏚᏩᎩ Anigiduwagi «Люди из Китувы» (Китува — название индейского поселения). ᏣᎳᎩ ᎦᏬᏂᎯᏍᏗ Tsalagi Gawonihisdi является самоназванием их языка.
Происхождение названия-экзонима Cherokee до конца не выяснено. Оно может происходить из крикского языка, где звучит как Cvlakke «говорящие на чужом языке». 

## Происхождение

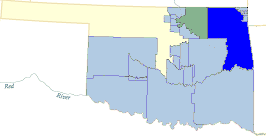
Распространение чероки

В 1880-х годах Гораций Гэль высказал предположение, что чероки относятся по своему происхождению к ирокезам. Впоследствии эта гипотеза полностью подтвердилась; по общепринятой в настоящее время классификации, язык чероки входит в семью ирокезских языков в качестве представителя отдельной южной ветви.
Возможно, чероки на самом деле являются потомками неких аллигеви или таллигува, о которых сохранились сведения в легендах ирокезов и алгонкинов, как о народе, ушедшем в древние времена на юг. В колониальную эпоху ирокезы называли чероки Oyata’ge’ronon («живущие в стране пещер»).

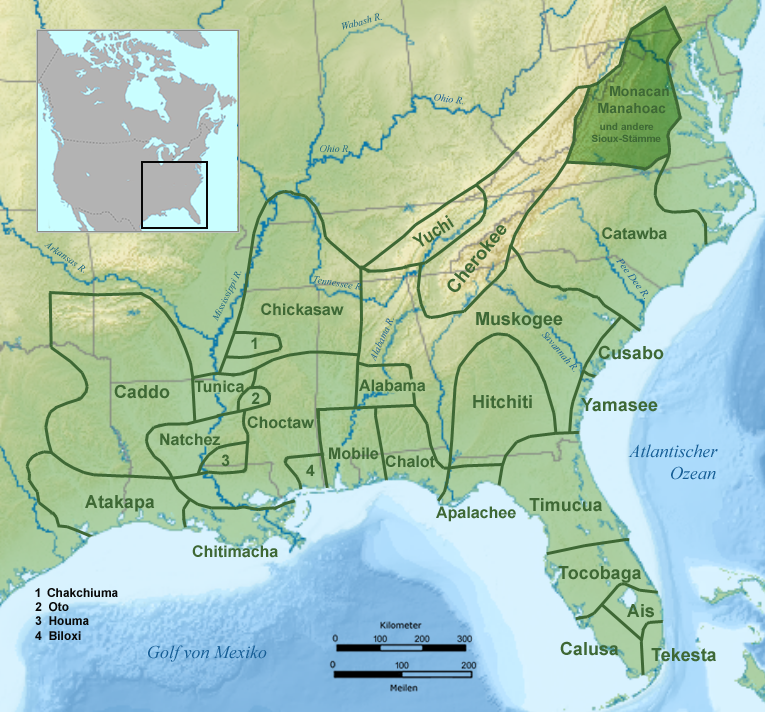
Расселение чероки

## Численность
Численность чероки в 1674 году составляла примерно 50 тыс. человек. Эпидемии оспы сократили чероки наполовину, и в начале XIX века численность чероки, согласно переписи, не превышала 16 тыс. человек. Последующая насильственная депортация племени на индейские территории в Оклахоме уменьшила численность народа почти на четверть. Гражданская война в США, в которой племя чероки раскололось на противоборствующие фракции, вновь уменьшила численность народа.
Перепись 1990 года выявила 308 132 чероки, из них чистокровных — 15 тыс. человек. 95 435 из них проживали в восточной Оклахоме, 10 114 восточных чероки жили в Северной Каролине. По данным переписи 2000 года, численность чероки составляла 281 069, ещё 18 793 указали принадлежность к племени чероки наряду с принадлежностью к другому индейскому племени. Численность потомков чероки, включая метисов и самбо, составляла 729 533 человек.
В настоящее время численность чероки составляют около 316 049 человек и, таким образом, это один из крупнейших по численности индейских народов США.

## Язык
Язык чероки — один из ирокезских языков и единственный ещё употребляемый южноирокезский язык, использующий уникальную слоговую азбуку чероки, изобретённую Секвойей. На языке чероки существует раздел Википедии.

## История

Флаг чероки

Когда-то чероки обитали по обоим склонам южных Аппалачей в области нынешних штатов Теннеси и Северная Каролина.
Всё, что известно об обществе и культуре чероки до XIX века, получено из записей американского писателя Джона Говарда Пэйна. Его записи описывают отчёт представителей племени о традиционном устройстве общества, в котором «белая» группа более старших людей представляла семь кланов. По словам Пэйна, эти люди несли ответственность за религиозную деятельность, как, например, исцеление, очищение и молитвы, а места в этой группе передавались по наследству. Другая группа людей помоложе, называемая «красной», несла ответственность за военную деятельность. Военная деятельность называлась «грязной», и поэтому после битвы её участники для возвращения к обычной жизни должны были пройти очищение у представителей «белой» группы. Эта иерархия исчезла задолго до XVIII века. Причины её исчезновения обсуждались: предполагалось, что иерархия исчезла после восстания чероки против священников, известных как Ani-kutani (чероки — ᎠᏂᎫᏔᏂ, Ani- — приставка, означающая группу людей; значение части -kutani неизвестно), которые начали совершать преступления.
Другой важный источник знаний о ранней культуре чероки — материалы, написанные в XIX веке лекарями, называемыми didanvwisgi (на чероки — ᏗᏓᏅᏫᏍᎩ). Материалы были написаны в 1820-х годах — после создания Секвойей слоговой азбуки для языка. Первоначально, только didanvwisgi использовали эти материалы, потому что они (материалы), как считалось, обладали необычайной силой. Позже записи были широко использованы другими представителями племени чероки.
Первыми европейцами, которых увидели чероки, были испанцы. Это произошло в 1540 году, в составе испанской экспедиции участвовал знаменитый конкистадор Эрнандо де Сото. В 1566 году испанцы вновь посетили земли чероки. Они содержали небольшие копи и плавильни в этом районе до 1690 года. Убедившись в отсутствии драгоценных металлов в землях чероки, испанцы потеряли к ним интерес. В 1629 году произошла первая встреча между представителями чероки и английскими торговцами, которые стали продвигаться на запад в Аппалачи. После образования британских поселений контакты стали постоянными.

### XVIII век

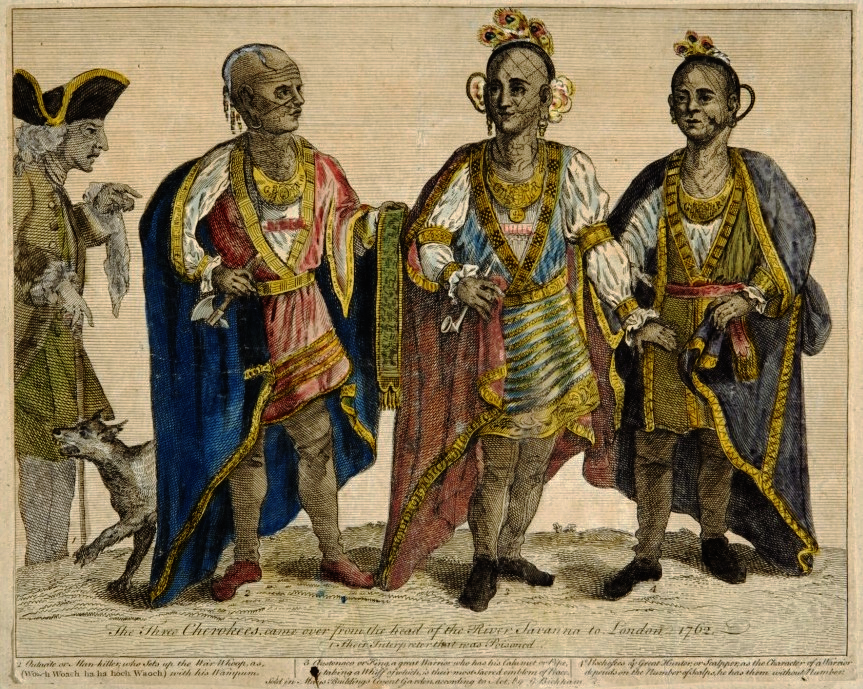
Послы чероки, заключившие в 1762 году мир с Великобританией. Худ. Джошуа Рейнольдс

На протяжении всего XVIII века чероки вели интенсивные войны с соседними индейскими племенами и белыми колонизаторами. Сначала в союзе с британцами против французов, потом против самих британцев и в конце века в союзе с британскими лоялистами против американских колонистов.
Так, хотя чероки предоставили убежище группе шауни в 1660-х годах, но с 1710 по 1715 год чероки и чикасо объединились с британцами и воевали с шауни, которые были в союзе с французскими колонистами. Параллельно в 1712—1713 годах чероки с ямаси, катоба и британцами сражались против тускарора во Второй тускарорской войне. Эта война ознаменовала начало отношений между британцами и чероки, которые, несмотря на временные разлады, оставались крепкими на протяжении большей части XVIII века. С ростом торговли оленьими шкурами чероки стали считаться ценными торговыми партнерами. Особенно много белых торговцев, агентов и беженцев оседало здесь из числа шотландцев.
В начале 1716 года чероки убили делегацию лидеров племени маскоги-крик, ознаменовав тем самым свое вступление в войну ямаси. Вражда и спорадические набеги между чероки и криками продолжались десятилетиями, достигнув апогея с 1753 по 1755 год в борьбе за спорные охотничьи угодья в Северной Джорджии; поворотным моментом стала битва при Таливе в 1755 году, где 18-летняя Наньехи (будущая Нэнси Уорд) повела чероки к победе после гибели мужа.
Уже в 1721 году чероки уступили британцам некоторые земли в Южной Каролине. В 1730 году в Никвази шотландский авантюрист сэр Александр Каминг короновал Мойтоя из Теллико как «императора» чероки, в ответ на что тот согласился признать короля Великобритании Георга II «защитником чероки». Каминг организовал доставку семи выдающихся чероки, включая Аттакуллакуллу, в Лондон, где делегация подписала Уайтхоллский договор с британцами. Сын Мойтоя, Амосгасите (Ужасная вода), попытался стать его преемником в качестве «императора» в 1741 году, но чероки избрали своего собственного лидера, Конокотоко (Старый хмель) из Чота.

Политическая власть среди чероки оставалась децентрализованной, и города действовали автономно. В 1735 году у чероки было шестьдесят четыре города и деревни с предполагаемой боевой силой в 6000 человек. В 1738—1739 годах среди чероки, у которых не было естественного иммунитета к новой инфекционной болезни, вспыхнули эпидемии оспы; почти половина их населения умерла в течение года, а сотни других чероки покончили жизнь самоубийством из-за утрат родных и изувеченной внешности.

Печать чероки

Британские солдаты построили форты в стране чероки для защиты от французов в Семилетней войне, которая называлась Франко-индейской на североамериканском театре боевых действий. Между двумя союзниками быстро возникли серьезные недоразумения, что привело к англо-черокской войне 1760 года. В войнах с белыми чероки понесли значительные потери, но к началу XIX века им удалось отстоять и закрепить за собой обширные плодородные земли на юго-востоке США. Королевская прокламация Георга III от 1763 года запретила британские поселения к западу от Аппалачского хребта, чтобы не обозлять союзников вроде чероки, но корона обнаружила, что это постановление трудно реализовать среди колонистов. Так, в 1771—1772 годах поселенцы из Северной Каролины обосновались на землях чероки в Теннесси, образовав Уотогскую ассоциацию.
В 1776 году, объединившись с шауни под предводительством Корнстолка, чероки напали на поселенцев в Южной Каролине, Джорджии, Вирджинии и Северной Каролине во время Второй войны чероки, но сторонница мира с белыми Нэнси Уорд заблаговременно предупредила тех. Провинциальные ополчения ответили уничтожением свыше 50 городов чероки. В 1777 году уцелевшие лидеры городов чероки подписали договоры с новыми штатами. Вождь Несущий Каноэ со своей группой поселился вдоль ручья Чикамога недалеко от современного города Чаттануга в Теннесси; по названию этой его штаб-квартиры, откуда он вёл партизанскую войну против поселенцев с 1776 по 1794 год, колонисты стали называть всю его группу чикамога (а конфликты с ней — соответственно, войнами чикамога). Первый договор Теллико Блокхауз, подписанный 7 ноября 1794 года, наконец принес мир между чероки и американцами, которые добились независимости от британской короны. В 1805 году чероки уступили свои земли между реками Камберленд и Дак (то есть плато Камберленд) Теннесси.

### XIX век

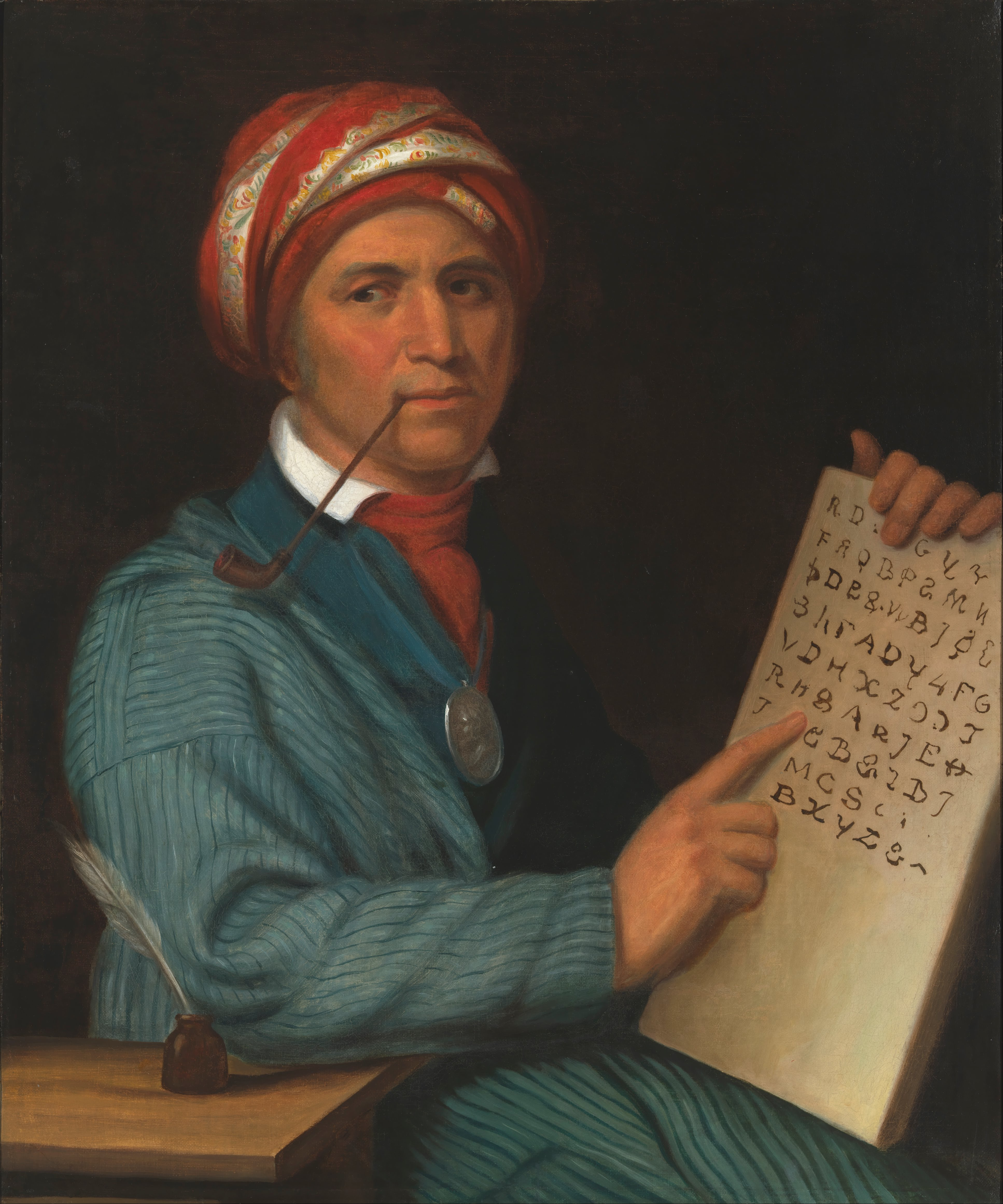
Автор письменности чероки, Секвойя. Около 1830 года

К началу XIX века главенствующей религией чероки стало христианство. В конце XVIII — начале XIX века чероки сделали значительные культурные успехи, переменили кочевой образ жизни на оседлый, стали жить в современных по своему времени домах, заниматься фермерским земледелием, скотоводством и ремёслами. Они вошли в состав пяти цивилизованных племён. В 1825—1826 годах вождь племени чероки Секвойя утвердил на совете племени слоговую азбуку чероки из 85 знаков, созданную им в 1821 году, которая используется для записи языка чероки до сих пор. В 1828 году Элиас Будино начал издавать газету «Чероки Феникс» на языке чероки. Богатые индейцы владели плантациями и сотнями чернокожих рабов; вели аристократический образ жизни.
В начале 30-х годов XIX века под давлением властей юго-восточных штатов федеральное правительство США решило уничтожить индейские анклавы, а самих индейцев выселить на пустующие земли к западу от реки Миссисипи. Во время принудительной депортации в 1838—1839 годах, получившей название «Дорога слёз», погибло около 4 тысяч индейцев.
После депортации чероки и другие цивилизованные племена создали первую в США сеть бесплатных школ. На территории чероки к середине XIX века действовало около 30 бесплатных школ, и почти все учителя были чероки. В целом, «Территория чероки» характеризовалась одним из самых высоких уровней образования среди территорий Северной Америки.
Ещё до депортации по примеру США чероки создали собственную конституцию, свод законов, выборное правительство и президента, называемого по традиции «верховным вождём». К 1850 году на «Территории чероки» проживало около 22 тыс. человек, из которых правом голоса обладало 4 тыс. граждан (мужчин-чероки). Женщины и дети, белые (около 1 тыс. человек) и чернокожие рабы (около 4 тыс. человек) права голоса не имели.
В 1889 году разрешена иммиграция в одной части их области (территория Оклахома); в 1891 году открыта для иммиграции ещё другая часть.